# SSX (jeu vidéo, 2000)
« SSX » redirige ici. Pour les autres significations, voir SSX (homonymie).
 (octobre 2019).
Si vous disposez d'ouvrages ou d'articles de référence ou si vous connaissez des sites web de qualité traitant du thème abordé ici, merci de compléter l'article en donnant les références utiles à sa vérifiabilité et en les liant à la section « Notes et références ».
SSX (sigle signifiant Snowboard Supercross) est un jeu vidéo de sport (snowboard) développé par EA Canada et édité par Electronic Arts en 2000.

## Système de jeu

### Généralités
Le jeu propose plusieurs modes de jeux.
- Compétitions internationales (courses avec concurrents) ;
- Epreuves Free-Style (avec score en fonction des figures) ;
- Mode libre (Free-ride).

Le jeu permet de surfer sur 9 circuits tous différents en tracés et en complexité avec 8 personnages à la personnalité marquée.

### Pistes
Les pistes de SSX sont situées un peu partout sur la planète, inspirées de lieux réels. Elles ont chacune leur propre style avec des objets et des décors particuliers. Selon l'endroit où l'on passe, cela active ou non des éléments :
- La piste de l'Echauffement (Warmup en anglais) est une piste intérieure conçue pour suivre les conseils donnés par le speaker. Elle se compose d'une dizaine de sections comprenant chacune deux sauts ;
- Snowdream se situe au Japon ; il peut parfois neiger ;
- Elysium Alps se situe dans les Alpes françaises. Comportant de nombreux fossés, c'est le circuit le plus long ;
- Mercury City Meltdown se situe au Nord-Est des États-Unis dans une ville de la Mégalopole. De nuit, le joueur peut entrer dans des immeubles et aller faire un tour sur l'autoroute ; il peut parfois neiger ;
- Mesablanca se situe au Sud-Ouest des États-Unis dans un désert des Rocheuses. Il y fait très chaud et le soleil orange de fin d'après-midi fait fondre la neige et crée des ruisseaux ;
- Tokyo Megaplex se situe au Japon à Tokyo. C'est en fait un flipper géant articulé autour d'une soufflerie qui permet de remonter la piste : 3 tours sont nécessaires ;
- Aloha Ice Jam se situe dans l'Océan Pacifique. C'est un gigantesque iceberg en train de fondre soutenu par des tuyaux. La course (uniquement) se déroule en milieu d'après-midi et se termine sur une plage ;
- Pipe Dream se situe dans un hall en Angleterre. Très courte, elle comporte un passage secret pour maximiser ses points en Showoff (uniquement) ;
- Untracked (Hors-Piste) se situe dans un lieu inconnu et ne comporte aucun repère au sol. Cela n'empêche pas cette piste d'avoir un environnement propre avec ses sapins congelés ou non, ses rochers escarpés, ses falaises vertigineuses et sa poudreuse d'un blanc éclatant. Elle est disponible uniquement en mode Freeride et se déroule tôt le matin ; il peut parfois neiger.

### Personnages
Le joueur a le choix entre huit snowboardeurs, chacun disposant de onze planches qui correspondent aux onze rangs de la compétition SSX.
Les quatre derniers personnages ne sont accessibles qu'en ayant rempli certaines conditions.
Les personnages, classés en fonction de leur niveau, sont les suivants :
1. Elise Riggs, une rideuse de course, cherchant l'excellence, top-model ;
2. Jean-Paul Arsenault, un rider de style, arrogant et beau-parleur, mais sportif ;
3. Zoe Payne, une rideuse au style gothico-punk, survoltée et mystérieuse, mais adorant rider lors des courses ;
4. Moby Jones, un Britannique, rider très compétent en course, et sûr de lui ;
5. Mac Fraser, un jeune surdoué en matière de freestyle de snowboard ;
6. Kaori Nishidake, une fille japonaise qui aime les mangas, et de profil freestyle ;
7. Jurgen Angermann, un Allemand baroudeur et aimant le freeride ;
8. Hiro Karamatsu, un Japonais qui se distingue de ses rivaux par de nombreuses compétences en freeride. Malheureusement, il ne supporte pas les épreuves qui le stressent.

## Accueil
- Jeuxvideo.com : 18/20[1]

## Série
Des suites sont sorties : SSX Tricky (sortie le 23 novembre 2001), SSX 3 (sortie le 30 octobre 2003), SSX on Tour (27 octobre 2005), SSX Blur (sortie le 15 mars 2007 uniquement sur Wii) et SSX sur PlayStation 3 et Xbox 360  (sortie le 1er mars 2012).